# Interstate 93
I-93 eller Interstate 93 är en amerikansk väg, Interstate Highway.

## Delstater vägen går igenom
- Massachusetts
- New Hampshire
- Vermont